# Puma concolor couguar
El puma norteamericano (Puma concolor couguar) es una subespecie de puma que se distribuye desde el suroeste de Canadá hasta el norte de Costa Rica.

## Descripción
El puma norteamericano tiene un pelaje de color leonado sin manchas, aunque el color puede variar de beige a marrón canela y los ejemplares jóvenes pueden tener manchas residuales leves. Pesa entre 25 y 80 kg. Las hembras pesan en promedio 45 kg, aproximadamente lo mismo que un jaguar en la Reserva de la Biosfera Chamela-Cuixmala en la costa del Pacífico mexicano.

## Distribución y hábitat
El puma norteamericano vive en varios lugares y hábitats. Varias poblaciones aún existen y prosperan en el oeste de los Estados Unidos, el sur de Florida y el oeste de Canadá, pero el puma norteamericano alguna vez se encontró comúnmente en partes orientales de los Estados Unidos. Se cree que fue extirpado allí a principios del siglo XX. En Míchigan, se cree que fue asesinado y extinto a principios del siglo XX. Hoy en día hay evidencia que respalda que los pumas podrían estar en aumento en México y podrían tener una población sustancial en los próximos años. Algunos científicos convencionales creen que pueden existir pequeñas poblaciones relictas (alrededor de 50 individuos), especialmente en los Montes Apalaches y el este de Canadá. Hallazgos científicos recientes en trampas de pelo en el Parque Nacional Fundy en Nuevo Brunswick han confirmado la existencia de al menos tres pumas en Nuevo Brunswick. La Fundación Puma de Ontario estima que actualmente hay 850 pumas en Ontario.
Los servicios de vida silvestre de Quebec también consideran que los pumas están presentes en la provincia como una especie amenazada después de que múltiples pruebas de ADN confirmaran la presencia de pelo de puma en los sitios de apareamiento de los linces. La única población oriental conocida de manera inequívoca es la pantera de Florida, que se encuentra en peligro crítico de extinción. Ha habido avistamientos no confirmados en Elliotsville Plantation, Maine (al norte de Monson) y desde 1997 en Nuevo Hampshire.

## Dieta
Los pumas norteamericanos se alimentan de grandes herbívoros, roedores, primates, armadillos, aves, peces, reptiles, anfibios e insectos. En ocasiones llegan a atacar a animales domésticos. Pueden abatir presas de hasta 500 kg, siendo los alces y los wapitíes sus mayores presas. En los bosques del noroeste el wapití es la base de su alimentación, seguido del ciervo mulo; en las montañas Rocosas se alimentan principalmente de borregos cimarrones, seguidos de marmotas; en la costa del Pacífico los mapaches son su presa favorita, seguidos de focas comunes y ciervos mulos; en el sur de Florida tienen a los jabalíes como principal fuente de alimento, seguido de los armadillos; en los desiertos del sur de Estados Unidos y norte de México el ciervo mulo es su presa predilecta, seguida de liebres y conejos; en las selvas del sur el ciervo de cola blanca es su presa más cosumida, seguida de agutíes y gran variedad de primates. Es capaz de correr a 60 km/h y saltar seis metros horizontalmente y tres metros verticalmente. El puma es un depredador de emboscada, se acerca a su presa, cinco metros de distancia como máximo, la persigue en carreras cortas y finalmente salta sobre ella para propinarle una poderosa mordedura en el cuello. Un animal adulto suele matar un ciervo cada semana o cada dos semanas, a excepción de las hembras con crías, que cazan cada tres días. Los pumas cubren a sus presas con tierra, nieve u hojas o la esconden entre los arbustos para comérsela más tarde. Excepcionalmente, como el puma mencionado en el siguiente epígrafe en Chicago, se acercan a núcleos urbanos, si bien la presión demográfica que ejerce el ser humano sobre el hábitat tradicional de la especie y la falta de presas naturales ha hecho que se den algunos casos, pero siguen siendo poco habituales.

## Estado de conservación
Su situación es crítica en EE. UU., el puma de Wisconsin, perteneciente a esta subespecie, desapareció en 1925. Precisamente el 14 de abril de 2008 un puma era abatido en el barrio Roscoe de Chicago, ciudad cercana al estado de Wisconsin; para los expertos podría tratarse de un puma proveniente de alguna población lejana, pues no se tienen datos fiables de que la especie haya vuelto a poblar la zona. 
En el este del país las poblaciones de pumas pertenecientes a la subespecie oriental  han sido tan escasas desde principios del siglo XX que el 2 de marzo de 2011, el Servicio de Pesca y Vida Silvestre de los Estados Unidos (FWS) anunció que el puma del Este de Estados Unidos está oficialmente extinto. Igualmente delicada es su situación en Florida, donde, a pesar de la protección que las autoridades tratan de darle, no logran recuperar la población que tradicionalmente habita en los Everglades y que recibe históricamente el sobrenombre de "pantera de Florida", calculándose en torno a 160 los ejemplares que viven en estado salvaje. Como medida que pueda garantizar su viabilidad en estado salvaje se liberaron algunos ejemplares capturados en otros estados. En el oeste del país las poblaciones experimentaron en las últimas décadas cierta recuperación pero en la actualidad[¿cuándo?] ocupa únicamente un 5% del territorio que habitó hace siglos.
Censos recientes[¿cuándo?] realizados en Canadá hablan de una población cercana a los 850 ejemplares en la zona de Ontario, siendo la población más numerosa del país, de un total de 3,000 ejemplares en su conjunto. En EE. UU. su población estimada a finales de los años 90 estaría cercana a los 10,000 ejemplares.

## Recursos
- Wright, Bruce S. The Eastern Panther: A Question of Survival. Toronto: Clarke, Irwin and Company, 1972.